# Ерыкла (Нурлатский район)
Ерыкла́ (тат. Зирекле) — село в Нурлатском районе Республики Татарстан, в составе Биляр-Озерского сельского поселения.

## Этимология
Топоним произошел от фитонима «зирек» (ольха).

## География
Село находится близ границы с Самарской областью, на реке Ерыклинка, в 27 км к западу от города Нурлата.

## История
Село основано в XVIII веке. 
До 1860-х годов жители относились к категории государственных крестьян. Занимались земледелием, разведением скота.
В «Списке населенных мест по сведениям 1859 года», изданном в 1866 году, населённый пункт упомянут как казённая деревня Батаршина (Старая Ерыкла) 2-го стана Чистопольского уезда Казанской губернии. Располагалась при речке Ерыкле, на торговой дороге из Чистополя в Самару, в 110 верстах от уездного города Чистополя и в 70 верстах от становой квартиры в казённом пригороде Билярске (Буляре). В деревне в 110 дворах жили 701 человек (340 мужчин и 361 женщина). Была мечеть.
В начале XX века в селе функционировали 2 мечети, ветряная мельница, 2 мелочные лавки. В этот период земельный надел сельской общины составлял (совместно с обществом села Фомкино) 3946 десятин. До 1920 года село входило в Старо-Максимкинскую волость Чистопольского уезда Казанской губернии. С 1920 года в составе Чистопольского кантона ТАССР. С 10 августа 1930 года в Октябрьском (с 10 декабря 1997 года —  Нурлатский) районе.

## Население
| 1782 | 1859 | 1897 | 1908 | 1920 | 1926 | 1938 | 1949 | 1958 | 1970 | 1979 | 1989 | 2002 | 2010 |
| ---- | ---- | ---- | ---- | ---- | ---- | ---- | ---- | ---- | ---- | ---- | ---- | ---- | ---- |
| 184  | 701  | 1097 | 1213 | 1443 | 1159 | 781  | 690  | 685  | 743  | 643  | 425  | 426  | 366  |

Национальный состав села: татары.

## Экономика
Жители занимаются полеводством, молочным скотоводством, овцеводством.

## Инфраструктура
Школа, фельдшерско-акушерский пункт, клуб, магазин.

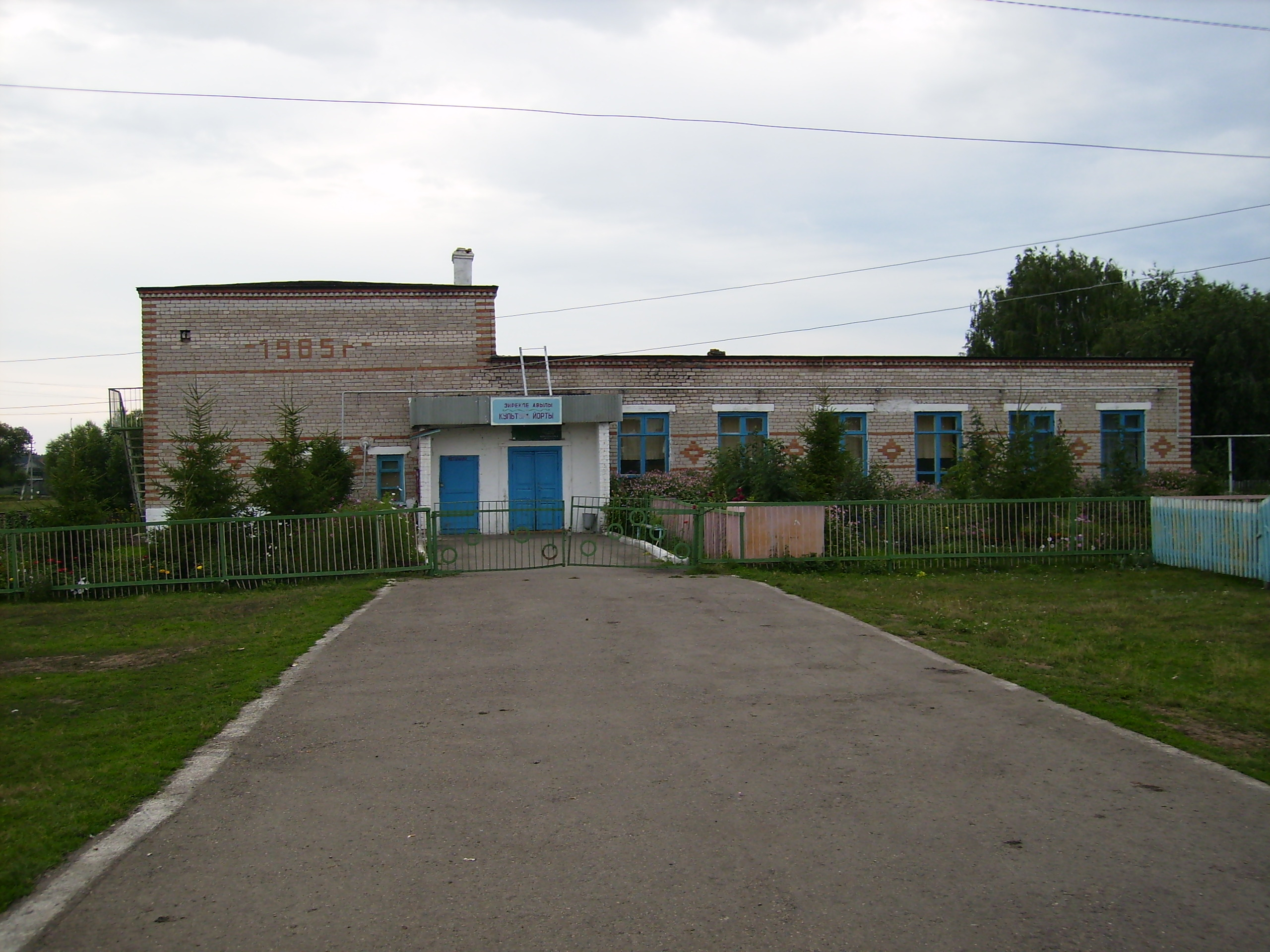
Дом культуры в селе Ерыкла

## Религия
Мечеть.